# Diodon nicthemerus
Diodon nicthemerus — вид морских лучепёрых рыб семейства двузубых. Обитает в Индо-Тихоокеанском регионе в водах южной Австралии, на севере от Порт-Джексона до Джералдтона, Западная Австралия. Наиболее распространён в заливе Порт-Филлип и прибрежных водах Тасмании на мелководье и под искусственными пристанями. Обитает на глубине от 1 до 70 м.
Diodon nicthemerus похож по внешнему виду и размеру на пятнистого дикотилихта (Dicotylichthys punctulatus), при этом оба вида достигают общей длины около 40 см, хотя их можно различить по окрасу и морфологии. Ведёт ночной образ жизни, иногда образует небольшие группы, питается беспозвоночными придонной зоны. Он обладает тонкими желтыми шипами, используемыми для защиты от хищников, и обладает способностью надувать свое тело, так что его острые шипы приподнимаются при тревоге.